# Samu Borovszky
Samu Borovszky (adamóczi és vittenczi Borovszky Samu en hongrois) (1860-1901) est un historien hongrois, membre correspondant de l'Académie hongroise des sciences.

## Biographie
Naît dans une famille luthérienne germanophone de la noblesse hongroise, il est le fils de Pál Borovszky (1826–1891), ingénieur fluviale. En 1870, la famille déménage à Nagyszalonta où Samu commence son enseignement secondaire qu'il poursuite à Békés à partir de 1873. Il étudie à partir de 1876 au lycée réformé de Budapest puis entre en 1879 comme boursier à l'Université de Budapest.
Il est secrétaire à partir de 1880 de Móric Lukács, puis de Menyhért Lónyay, président de l'Académie hongroise des sciences, dès 1882. En 1884, il est promu archiviste universitaire. En 1889, il devient membre correspondant du conseil d'administration de la Société historique hongroise (Magyar Történelmi Társulat) et à partir de 1899 de l'Académie des sciences.
Il édite avec János Sziklay (hu), homme de lettres, "Magyarország vármegyéi és városai" (1896–1914), histoire des villes et comitats du royaume de Hongrie. Il est secrétaire et rédacteur en chef au sein de la Société historique hongroise entre 1909 et 1912.
Ses domaines de recherches portent sur la préhistoire magyare et sur la linguistique finno-ougrienne.

## Sources
- József Szinnyei: Magyar írók élete és munkái I. (Aachs–Bzenszki), Budapest: Hornyánszky, 1891
- Ágnes Kenyeres: Magyar életrajzi lexikon I. (A–K), Budapest: Akadémiai, 1967.250–251. o.
- László Péter:Új magyar irodalmi lexikon I. (A–Gy), Budapest: Akadémiai. 1994. 271. o.  (ISBN 963-05-6805-5)